# Över onda och goda
Över onda och goda är en roman skriven av Gösta Gustaf-Janson och utgiven 1957.

## Handling
I Över onda och goda konfronteras en alkoholiserad och skandaliserad skådespelare med en industripamp med rykte för galenskap.